# Битва при Оурике
Битва при Оурике (порт. Batalha de Ourique) — состоявшееся 25 июля 1139 года сражение между португальской армией под командованием принца Афонсу I и войском альморавидов под предводительством Али ибн Юсуфа. Точное место битвы неизвестно, однако предположительно оно произошло между городами Каштру-Верди и Оурике на юге Португалии. Итогом сражения стала победа христиан, несмотря на значительное количественное превосходство мусульманской армии.
После победы солдаты Афонсу I незамедлительно провозгласили его королём (титул Афонсу звучал буквально как «король португальцев» (порт. Rei dos Portugueses). Затем Афонсу собрал королевскую ассамблею в Ламегу, где получил корону из рук архиепископа Браги Жуана Пекулиара в подтверждение независимости. С этого момента Португалия фактически перестала быть феодальным уделом Кастилии и стала независимым государством.